# Lý Gia Thành
Lý Gia Thành, GBM, KBE, JP (sinh ngày 29 tháng 7 năm 1928) là tỷ phú, nhà đầu tư, nhà tư bản công nghiệp, nhà từ thiện Hồng Kông. Ông từng là chủ tịch hội đồng quản trị của CK Hutchison Holdings. Ngày 16 tháng 3 năm 2018, ông tuyên bố nghỉ hưu từ ngày 10 tháng 5 năm 2018, trước tuổi 90.
Ông được tạp chí Asiaweek chọn là người đàn ông quyền lực nhất châu Á vào năm 2001. Tạp chí Forbes tôn vinh ông với giải thưởng "Thành tựu trọn đời" ngày 5 tháng 9 năm 2006 tại Singapore.

## Tiểu sử

### Tổ tiên
Cụ tổ bên nội là Lý Bằng Vạn (李鹏万) là một trong số các quan văn Bát Cống thời nhà Thanh, trước cửa nhà họ Lý có dựng một ngôi bia cao 3 mét.:1 Ông nội là Lý Hiểu Phàm (李晓帆) là tú tài thời Thanh mạt, gửi cả hai con trai là Lý Vân Chương (李云章) và Lý Vân Thê (李云梯) sang Nhật Bản du học.:1 Lý Vân Chương học khoa thương mại ở Đại học Waseda còn Lý Vân Thê học ngành sư phạm.
Cha của Lý Gia Thành là Lý Vân Kinh (李雲經) sinh năm 1898. Năm 1913, khi 15 tuổi, ông thi đỗ vào trường trung học Kim Sơn (金山中学). Năm 1917, tốt nghiệp với thành tích đứng đầu toàn trường, nhưng tại thời điểm ấy gia cảnh sa sút, không có tiền để học đại học, đành đến trường Liên Dương Mậu Đức làm giáo viên. Năm 1935, được thuê làm chức hiệu trưởng của trường tiểu học Hoành An Sùng Thánh. Người chú Lý Vân Song sau khi tốt nghiệp trung học với điểm số cao cũng được nhận làm hiệu trưởng trường tiểu học Long Đô Hậu Câu.

### Thời thơ ấu
Lý Gia Thành sinh ra tại ngõ Miến Tuyến (面線巷), đường Bắc Môn (北門街), huyện Triều An, Triều Châu, tỉnh Quảng Đông, Trung Quốc. Cha là Lý Vân Kinh và mẹ là Trang Bích Cầm, có ba con trai và một con gái. Lý Gia Thành là con trai cả. Khi còn là một đứa bé, ông có trán rất cao và đôi mắt sáng. Lý Gia Thành được gia đình và hàng xóm gọi là "Thành Đại Đầu" (Thành đầu to).:2
Vào tháng 6 năm 1939, máy bay Nhật Bản ném bom vùng Triều Sơn và trường học bắt đầu đóng cửa các lớp học, chẳng mấy chốc, Triều Sơn thất thủ:3. Họ trốn đến làng Tùng Khanh trước, sau đó đến Hậu Câu, người cha đã bàn với vợ để đến nhà em vợ Trang Tĩnh Am ở Hồng Kông. Vào mùa đông năm 1940, gia đình Lý Gia Thành lên đường. May mắn thay, họ đã không gặp quân đội Nhật Bản. Sau khi đi bộ hơn 10 ngày, cuối cùng họ đã đến Hồng Kông.:3. Người chú của Lý Gia Thành là Trang Tĩnh Am là một chuyên gia lâu đời trong ngành đồng hồ Hồng Kông. Ngày nay về ngành công nghiệp đồng hồ Hồng Kông, không đề cập đến Công ty Đồng hồ Trung Nam của nhà họ Trang.
Cha của Lý Gia Thành nhận thấy rằng thương nghiệp buôn bán tại Hương Cảng rất phát triển vì vậy đã nhắc nhở anh em Lý Gia Thành muốn tồn tại ở đây phải học làm người Hương Cảng.
Trang Nguyệt Minh (莊月明) là con gái lớn của ông Trang Tĩnh Am (莊静庵) và bà Khâu Bích Vân (邱碧雲), nhỏ hơn Lý Gia Thành 4 tuổi, thông minh lanh lợi, được coi là viên ngọc minh châu của cha mẹ. Nguyệt Minh học tại Thư viện Anh Văn (nay là Ying Wa Girls' School) do Giáo hội điều hành. Cô không hề khinh thường người anh họ nghèo Lý Gia Thành, ngược lại còn rất thông cảm. Để gia nhập xã hội Hương Cảng, bước đầu tiên phải vượt qua rào cản ngôn ngữ, từ đó thay đổi tiếng Triều Châu, khẩu âm vùng Triều Sơn, học tiếng Quảng Đông. Kể từ đó, cô em họ Nguyệt Minh trở thành cô giáo dạy tiếng Quảng Đông của Lý Gia Thành. Em họ hết lòng dạy, anh họ thực chú tâm học, chẳng mấy chốc đã có thể nói tiếng Quảng Đông với người bản địa, Nguyệt Minh rất vui mừng. Lý Gia Thành cũng phát huy điểm mạnh, dạy em học thi từ cổ điển Trung Quốc. Cặp đôi trẻ vô tư thân thiết (lưỡng tiểu vô sai), cảnh tượng hỗ trợ nhau học tập lúc này làm lay động người nhà họ Trang. Đây là ký ức đáng nhớ nhất trong quãng thời thơ ấu đầy biến động của Lý Gia Thành.
Vào đêm trước Giáng sinh năm 1941, Nhật Bản chiếm Hồng Kông và lực lượng của Anh tại đây đã đầu hàng quân Nhật. Đồng đô la Hồng Kông tiếp tục mất giá và giá cả tăng vọt. Cuộc sống của gia đình họ Lý trở nên khó khăn hơn. Mẹ của Lý Gia Thành và các em quay về Triều An, còn cha thì qua đời trong mùa thu năm đó.

### Thời niên thiếu
Mùa đông năm 1943, người cha Lý Vân Kinh đã qua đời, để lại những lời cuối cùng cho con trai: "Cầu người không bằng cầu mình. Hãy là một người can đảm, đừng nản lòng khi thất vọng.":6 Người cậu Trương Tĩnh Am nói rằng ông sẽ trợ cấp cho cháu để hoàn thành bậc trung học, Lý Gia Thành nói với người cậu dự định sẽ chấm dứt việc học, để vào làm tại công ty đồng hồ, bắt đầu từ tiểu học, học cách sửa chữa và bảo dưỡng đồng hồ khác nhau trong nửa năm.:8-9 Khi học nghề xong, ông chuyển đến cửa hàng đồng hồ đường Cao Thăng làm nhân viên.:9 Sau đó, ông trở thành nhân viên bán dây đeo đồng hồ khi chỉ mới 12 tuổi. Ông rời công ty của cậu và đến nhà máy vật liệu ngũ kim với tư cách là nhân viên bán hàng.:10 Tình hình kho vật liệu ngũ kim vừa mới khai phá, ông đến một công ty dây đai nhựa làm nhân viên bán hàng.:11 Năm 17 tuổi, ông chuyển sang làm nhân viên bán đồ chơi. Năm 18 tuổi, ông được thăng chức giám đốc kinh doanh, giám sát bán hàng sản phẩm và được thăng chức tổng giám đốc hai năm sau đó, chịu trách nhiệm về việc kinh doanh chung của công ty.:14 Tài năng kinh doanh của ông đã xuất hiện vào thời điểm này, đặt ra lý tưởng của mình và phải trở thành một doanh nhân giàu có.
Lúc này cô em họ Trang Nguyệt Minh đang đi một con đường hoàn toàn khác. Sau khi tốt nghiệp trường nữ sinh Anh Hoa hạng danh dự, cô vào Đại học Hồng Kông và sau đó học tại Đại học Meiji ở Nhật Bản. Tuy nhiên, cô luôn lo lắng về người anh họ đang lăn lộn ở Hồng Kông, tình cảm hồn nhiên giữa hai người cũng tăng theo tuổi tác.

## Sự nghiệp

### Xưởng nhựa Trường Giang
Mùa hè năm 1950, Lý Gia Thành thành lập xưởng nhựa Trường Giang.:16 Vốn đầu tư mạo hiểm là 50.000 đô la Hồng Kông, một phần từ tiền tiết kiệm, còn phần lớn được mượn từ người thân và bạn bè.:16 Ông nhận được hỗ trợ từ người thím Khâu Bích Vân tại Hồng Kông., tham gia vào các mặt hàng xuất khẩu quan trọng nhất tại thời điểm đó - buôn bán hoa nhựa. Lý Gia Thành đã rất xúc động và đầy đam mê:
| “ | "Xưởng nhựa Trường Giang chỉ sản xuất một số đồ chơi nhựa thông thường và đồ gia dụng, thông qua việc xuất khẩu hàng sang nước ngoài tới Âu Mỹ. Trong 10 năm đầu, tôi phải làm việc 7 ngày một tuần, ít nhất 16 giờ mỗi ngày và tự học vào ban đêm. Ngoài ra, không có đủ nhân lực trong xưởng, vì vậy tôi phải làm công việc mua hàng và nhận đơn đặt hàng. Thường xuyên thiếu ngủ, tôi phải thức dậy với hai đồng hồ báo thức vào buổi sáng, đây được cho là khoảng thời gian khó vượt qua nhất trong ngày"." | ” |

Vào cuối năm 1957, xưởng nhựa Trường Giang đã huy động vốn đầu tư và thành lập một doanh nghiệp cổ phần, được đổi tên thành Công ty Trường Giang Thực Nghiệp, (thực nghiệp có nghĩa nghề thật sự có ích trong đời sống) với chủ tịch và tổng giám đốc là Lý Gia Thành.:28 Đến năm 1958, doanh thu của Trường Giang Thực Nghiệp đạt 10 triệu đô la Hồng Kông và lợi nhuận ròng đạt hơn 1 triệu đô la Hồng Kông.:30 Ông được biết đến là "Tố giao hoa đại vương" (vua hoa nhựa) tại Hồng Kông.:30 Lần đầu tiên ông mua đất ở khu vực nhà máy vào năm 1958 và xây dựng một tòa nhà công nghiệp 12 tầng. Năm 1960, ông xây dựng một tòa nhà công nghiệp khác ở Trại Loan, với tổng diện tích 120.000 foot vuông.:35-36

### Bất động sản
Tháng 6 năm 1971, Lý Gia Thành thành lập Công ty bất động sản Trường Giang.:39 Vào tháng 7 năm 1972, ông đổi tên công ty bất động sản Trường Giang thành Công ty Thực nghiệp Trường Giang và ủy thác cho một nhà tư vấn tài chính để chuẩn bị đơn đăng ký niêm yết, các bài báo của hiệp hội, khối lượng và tài khoản kinh doanh của công ty, và đăng ký niêm yết vào tháng 10 cùng năm, và được niêm yết trên sàn chứng khoán vào ngày 1 tháng 11.:41
Số lượng đăng ký cổ phiếu của Trường Công nghiệp Trường Giang vượt quá 65,4 lần số lượng phát hành, vào ngày đầu tiên niêm yết, cổ phiếu của Trường Công nghiệp Trường Giang đã tăng từ 3 nhân dân tệ lên hơn 6 nhân dân tệ.:41 Ông Lý là người giỏi tài chính với cổ phiếu, cộng với sự bùng nổ của thị trường chứng khoán vào thời điểm đó, do đó trở thành "món ăn nhẹ" quan trọng. Trong vòng một năm kể từ khi niêm yết, đất đai dự trù đã tăng hơn 20 lần và bắt đầu tích lũy của cải một cách nhanh chóng, công ty đã mua lại cổ phần kiểm soát của Meigao Enterprise (美高企業) và Green Island Cement (青洲英坭) nắm giữ Khách sạn Hilton vào những năm 1970 (nay là Trung tâm Tập đoàn Trường Giang).
Ngày 25 tháng 9 năm 1979, Lý Gia Thành tuyên bố sẽ mua ngân hàng Hutchison Whampoa lớn thứ hai của Anh từ HSBC thông qua Tập đoàn Trường Giang, với giá trị thị trường xấp xỉ 6 tỷ đô la Hồng Kông có 22,4% cổ phần, từ đó đã tăng dần lên 41,7% vào cuối năm 1980. Lý Gia Thành kiểm soát thành công Hutchison Whampoa, tập đoàn của ông gần như thành "phú khả địch quốc" (cực kỳ giàu có). Năm 1981, trang bìa của tờ báo Bình luận kinh tế Viễn Đông (Far Eastern Economic Review) có viết dòng chữ "Lý Siêu Nhân", từ đó thuật ngữ "Lý Siêu Nhân" đã trở thành biệt danh của Lý Gia Thành.
Tập đoàn Jardine Matheson bao gồm một số công ty lớn như Jardine (Di Hòa), Trí Địa (nay là Hongkong Land), Tập đoàn Dairy Farm (牛奶國際) và Mandarin Oriental Hotel Group, sở hữu những tòa nhà ở những vị trí đắc địa ở quận trung tâm Hong Kong, những khách sạn đẳng cấp thế giới, hơn 100 siêu thị và chuỗi cửa hàng bán lẻ. Xét về vị thế nắm giữ nội bộ, Jardine Matheson ở vị thế rõ ràng nhất; còn nói đến tài sản, Trí Địa có vị thế lớn nhất. Do đó, hệ thống Jardine còn được gọi là Di Trí Hệ.
Năm 1985, Di Trí Hệ (乘怡置系) gặp khó khăn về kinh tế và Lý Gia Thành thông qua Hutchison đã mua lại từ Di Trí Hệ 34,9% cổ phần của Công ty Điện lực Hồng Kông, nhà cung cấp điện cho Đảo Hồng Kông và Đảo Nam Nha, với giá 2,905 tỷ nhân dân tệ. Trong nửa đầu năm 1989, nhà máy điện Áp Lợi Châu được xây dựng lại thành bất động sản nhà ở lớn trên đảo Hồng Kông và được đặt tên là "Bán đảo Hải Di".
Năm 1986, thông qua công ty gia đình và Hutchison, mua lại 52% vốn của Tập đoàn Dầu khí Husky Energy của Canada với 3,2 tỷ nhân dân tệ, và sau đó mua lại 43% vào năm 1992, giành quyền kiểm soát tuyệt đối. Năm 1987, Lý Gia Thành lần đầu tiên xuất hiện trong danh sách tỷ phú của tạp chí "Forbes".
Tháng 6 năm 1989, sự kiện Thiên An Môn xảy ra ở Trung Quốc đại lục, khi các doanh nghiệp có vốn nước ngoài rút vốn, Lý Gia Thành đã tận dụng thời điểm này để gia nhập vào thị trường Đại lục và trở thành nhà đầu tư lớn nhất Hồng Kông tại đây. Ông cũng đã giành được giấy phép phát sóng của một đài phát thanh thương mại khác ở Hồng Kông hai năm sau sự cố ngày 4 tháng 6 và đặt tên là "Đài phát thanh Tân Thành". Dự án bất động sản tích hợp quy mô lớn của Bắc Kinh "Oriental Plaza" là kiệt tác ưng ý ông tại Trung Quốc. Sau đó, Lý Gia Thành nắm giữ các dự án đầu tư ở Trung Quốc đại lục qua công ty CK Infrastructure Holdings (長江基建). Công ty này đóng một vai trò rất quan trọng trong xây dựng năng lượng ở Trung Quốc đại lục.
Ngày 11 tháng 12 năm 2014, CK Hutchison Holdings (gọi tắt là Trường Hòa) đã được đăng ký tại Quần đảo Cayman như một công ty con thuộc sở hữu của Trường Giang.
Ngày 9 tháng 1 năm 2015, Tập đoàn đã công bố kế hoạch tổ chức lại các đơn vị thành viên. Trường Giang Thực Nghiệp (gọi tắt là Trường Thực) tuyên bố sáp nhập với Hutchison. Sau khi sáp nhập, tên công ty là "Tập đoàn Trường Hòa" và tên gọi Hutchison không dùng nữa. Trường Thực và Hutchison được tổ chức lại và sáp nhập vào Trường Giang Hòa Ký Thực Nghiệp (Trường Hòa), Trường Hòa hợp nhất các doanh nghiệp bất động sản của hai công ty để thành lập Trường Giang Thực Nghiệp Địa Sản (Trường Địa), tên giao dịch là CK Asset Holdings. Trước đây tiếp quản tất cả các doanh nghiệp phi bất động sản của hai nhóm, bao gồm cảng và các dịch vụ liên quan, viễn thông, bán lẻ, cơ sở hạ tầng, năng lượng và kinh doanh cho thuê bất động sản. Sau này sáp nhập các doanh nghiệp bất động sản của hai nhóm. Lý Gia Thành từ chối thoái vốn.
Lý Gia Thành cũng có mối quan hệ tốt với HSBC, một trong những ngân hàng lớn nhất ở Hồng Kông. Ngoài việc mua cổ phần của Hutchison, Lý Gia Thành còn là một trong những cổ đông của HSBC. Ông trở thành giám đốc không điều hành vào năm 1980 và trở thành phó chủ tịch không điều hành của hội đồng quản trị của HSBC Holdings (tiền thân của tập đoàn ngân hàng HSBC) trong bảy năm cho đến khi ông nghỉ hưu vào năm 1992, kỷ niệm đầu tiên của việc thành lập Time Value HSBC. Năm 2009 việc phát hành cổ phiếu mới trên toàn cầu của HSBc, Lý Gia Thành thực hiện tất cả các quyền của mình để ổn định giá cổ phiếu. Con trai cả của ông là Lý Trạch Cự vẫn là giám đốc của Tập đoàn HSBC (hiện là công ty con của HSBC Holdings).
Tháng 10 năm 2016, CK Asset Holdings Limited (01113) và Li Ka Shing Foundation (李嘉誠基金會) đã bán tòa nhà Century Link Tower Thượng Hải với mức giá 20 tỷ nhân dân tệ, tập đoàn này dự kiến sẽ kiếm được lợi nhuận 6,22 tỷ đô la Hồng Kông.

### Nghỉ hưu
Vào ngày 16 tháng 3 năm 2018, tại cuộc họp của tập đoàn Trường Hòa Hội Ký, Lý Gia Thành tuyên bố sẽ nghỉ hưu sau cuộc họp cổ đông vào ngày 10 tháng 5, Sẽ từ chức các vị trí Chủ tịch và Giám đốc điều hành của Trường Hòa (001) và Cheung Kong (1113), đổi sang tư vấn cấp cao. Hai năm sau khi nghỉ hưu, ông nghỉ hưu với tư cách là người giàu nhất Hồng Kông trong nhiều năm.
Vào ngày 10 tháng 5 năm 2018, Lý Gia Thành đã tổ chức một cuộc họp cổ đông tại khách sạn 5 sao Harbour Grand Kowloon ở Hồng Khám với khoảng 1.500 cổ đông tham dự, ngay sau đó ông đã nghỉ hưu, chấm dứt sự nghiệp 46 năm của mình với tư cách là chủ tịch hội đồng quản trị và trở thành cố vấn lâu năm và cao cấp. Con trai cả Lý Trạch Cự (李澤鉅) trở thành Chủ tịch Hội đồng quản trị của Trường Hòa.

## Tài sản và thứ hạng
Theo bảng xếp hạng của tạp chí Forbes số tháng 2 năm 2004 tại Hoa Kỳ, Lý Gia Thành xếp thứ 19 trong danh sách giàu có của thế giới, vượt qua ông trùm truyền thông Rupert Murdoch. Năm 2005, Forbes tuyên bố rằng ông Lý đứng thứ mười với khối tài sản trị giá 18,8 tỷ đô la Mỹ. Năm 2006, tổng tài sản của Lý Gia Thành đạt 23 tỷ đô la Mỹ, đứng thứ chín trên thế giới. Năm 2008, Forbes xếp hạng đứng thứ 11 trên thế giới với khối tài sản trị giá 26,5 tỷ USD.
- Năm 2009, tạp chí tài chính Mỹ "Forbes" đã công bố danh sách 40 người giàu nhất Hồng Kông năm nay. Chủ tịch hội đồng quản trị của Tập đoàn Cheung Kong Li Ka-shing tiếp tục giữ vị trí hàng đầu với 16,2 tỷ đô la Mỹ. Theo Forbes, Mặc dù tác động của sóng thần tài chính đã khiến giá trị tài sản giảm xuống do giá cổ phiếu của Cheung Kong, đã giảm một nửa xuống còn 16,2 tỷ USD so với năm trước nhưng vẫn đứng đầu.
- Theo danh sách người giàu toàn cầu được xuất bản bởi tạp chí Forbes vào tháng 3 năm 2012, tổng giá trị tài sản ròng của Lý Gia Thành đạt mức 25,5 tỷ USD, tương đương 197,9 tỷ đô la Hồng Kông, xếp thứ 9.[27] Theo danh sách người giàu toàn cầu do tạp chí Forbes công bố vào tháng 3 năm 2013, tổng giá trị tài sản ròng vào khoảng 31 tỷ đô la Mỹ, tương đương 240,1 tỷ đô la Hồng Kông, đứng thứ tám.[27]
- Ngày 25 tháng 5 năm 2012, Lý Gia Thành đã công khai tuyên bố rằng, con trai trưởng Lý Trạch Cự sẽ quản lý toàn bộ tài sản tại Trường Hòa，Con trai thứ hai Lý Trạch Giai được hỗ trợ bằng tiền mặt để phát triển sự nghiệp.[28]
- Năm 2014, tại cuộc họp báo công bố thành tích của Trường Hòa, Lý Gia Thành chia sẻ rằng thế giới bên ngoài đã đánh giá thấp giá trị ròng của ông tới 40%.[29] Theo Danh sách người giàu toàn cầu được xuất bản bởi tạp chí Forbes vào tháng 3 năm 2014, giá trị tài sản ròng đạt 31 tỷ đô la Mỹ, tương đương 208,4 tỷ đô la Hồng Kông, đứng thứ 20.[27] Theo ước tính của Forbes, cộng với ông Lý đã tiết lộ sự đánh giá thấp 40%, tài sản ròng của ông sẽ phải đạt ít nhất 40 tỷ USD.
- Tháng 5 năm 2014, CNBC Hoa Kỳ đã chọn 25 người có ảnh hưởng sâu sắc nhất đến kinh doanh và tài chính trong 25 năm kể từ khi đài được phát sóng vào năm 1989. Hai người Trung Quốc đã được chọn, trong đó Li Ka-shing xếp thứ 16.[30]
- Tháng 1 năm 2015, tạp chí "Forbes" đã công bố danh sách người giàu Hồng Kông, tổng giá trị tài sản ròng của Lý Gia Thành là 33,5 tỷ đô la Mỹ, tương đương với 260 tỷ đô la Hồng Kông, người giàu nhất Hồng Kông.[31]
- Tháng 3 năm 2015, tạp chí "Forbes" đã công bố danh sách tỉ phú thế giới, tổng giá trị tài sản ròng của Lý Gia Thành lên tới 33,3 tỷ đô la Mỹ, tương đương 260 tỷ đô la Hồng Kông, xếp thứ 17.[32]
- Danh sách tỉ phú thế giới được xuất bản bởi tạp chí Forbes vào tháng 3 năm 2016, giá trị tổng tài sản của ông là khoảng 27,1 tỷ USD, đứng thứ 20 trên thế giới, tương đương 210 tỷ đô la Hồng Kông.
- Tháng 3 năm 2017, Danh sách tỷ phú của tờ Hồ Nhuận đã thông báo rằng người giàu nhất Hồng Kông Lý Gia Thành đã lần đầu tiên được thay thế bởi Vương Vệ, người sáng lập SF Express.[33]
- Tháng 3 năm 2018, tạp chí "Forbes" đã công bố danh sách tỉ phú thế giới, tổng giá trị tài sản ròng của Lý Gia Thành lên tới 34,9 tỷ đô la Mỹ, tương đương 270 tỷ đô la Hồng Kông, đứng thứ 23 trên thế giới.[34]
- Tháng 3 năm 2019, tạp chí "Forbes" đã công bố danh sách tỉ phú thế giới, tổng giá trị tài sản ròng của Lý Gia Thành đạt 31,7 tỷ đô la Mỹ, đứng thứ 28 trên thế giới.[35]

## Gia đình
Ngày 27 tháng 4 năm 1963, Lý Gia Thành kết hôn với em họ Trang Nguyệt Minh. Năm sau, con trai Lý Trạch Cự chào đời. Bà Trang Nguyệt Minh (莊月明) là người phụ nữ truyền thống, ít xuất hiện, thường hiếm khi tham gia các sự kiện. Bà qua đời vì một cơn đau tim vào ngày 1 tháng 1 năm 1990 nhưng có rất nhiều ý kiến đồn đại về cái chết của bà, trong đó có cả tin đồn bà tự tử do mối quan hệ của chồng.
Con trai cả là Lý Trạch Cự (có ba con gái, một con trai) là phó chủ tịch Hội đồng quản trị kiêm giám đốc điều hành chung của Tập đoàn Hòa Ký Hoàng Phố (Hutchison Whampoa Limited), phó chủ tịch và Tổng giám đốc tập đoàn bất động sản Trường Giang Thực Nghiệp (Cheung Kong Holdings), được coi là người kế nhiệm Lý Gia Thành. Năm 1996, Lý Trạch Cự từng bị tên tội phạm Trương Tử Cường bắt cóc, ép đòi tiền chuộc 1,08 tỷ đô la Hồng Kông. Trương Tử Cường sau đó bị bắt và bị tử hình tại Đại lục.
Con trai thứ 2 là Lý Trạch Giai (có ba con trai với nữ diễn viên Lương Lạc Thi) là chủ tịch tập đoàn PCCW Limited-nhà cung cấp mạng viễn thông lớn nhất Hồng Kông, tài sản ròng đạt 1,4 tỉ đô la Mỹ, xếp thứ 879 thế giới. Lý Trạch Giai mua 50% vốn điều lệ cổ phần của tờ tạp chí kinh tế Hongkong Ecomomic Journal và đề nghị mua lại toàn bộ cổ phần của PCCW nhưng không thành công.